# Dietrichsbach
Dietrichsbach ist eine Ortschaft und eine Katastralgemeinde der Marktgemeinde Altmelon im Bezirk Zwettl in Niederösterreich. Die Ortschaft hat 70 Einwohner (Stand 1. Jänner 2024).

## Geografie
Die Rotte erstreckt sich südlich von Altmelon im Weinsberger Wald zur oberösterreichischen Landesgrenze hin und besteht aus zahlreichen Lagen, darunter der Rotte Schweizerhäuser und der Wachtelhütte, einer ehemaligen Glashütte und Brauerei.

## Geschichte
Im Jahr 1822 wurde der Ort als Amt mit 35 einzelnen Häusern genannt, die nach Altmelon eingepfarrt war, wohin auch die Kinder eingeschult wurden. Die Herrschaft Arbesbach besaß die Ortsobrigkeit, übte die Landgerichtsbarkeit aus, besorgte die Konskription und hatte die Grundherrschaft inne.
Laut Adressbuch von Österreich war im Jahr 1938 in Dietrichsbach eine Mühle verzeichnet.

## Sehenswertes
- Wachtelhütte, ehemalige Glashütte und Brauerei, Denkmalschutz (Listeneintrag)